# Сьєрра-Мівок

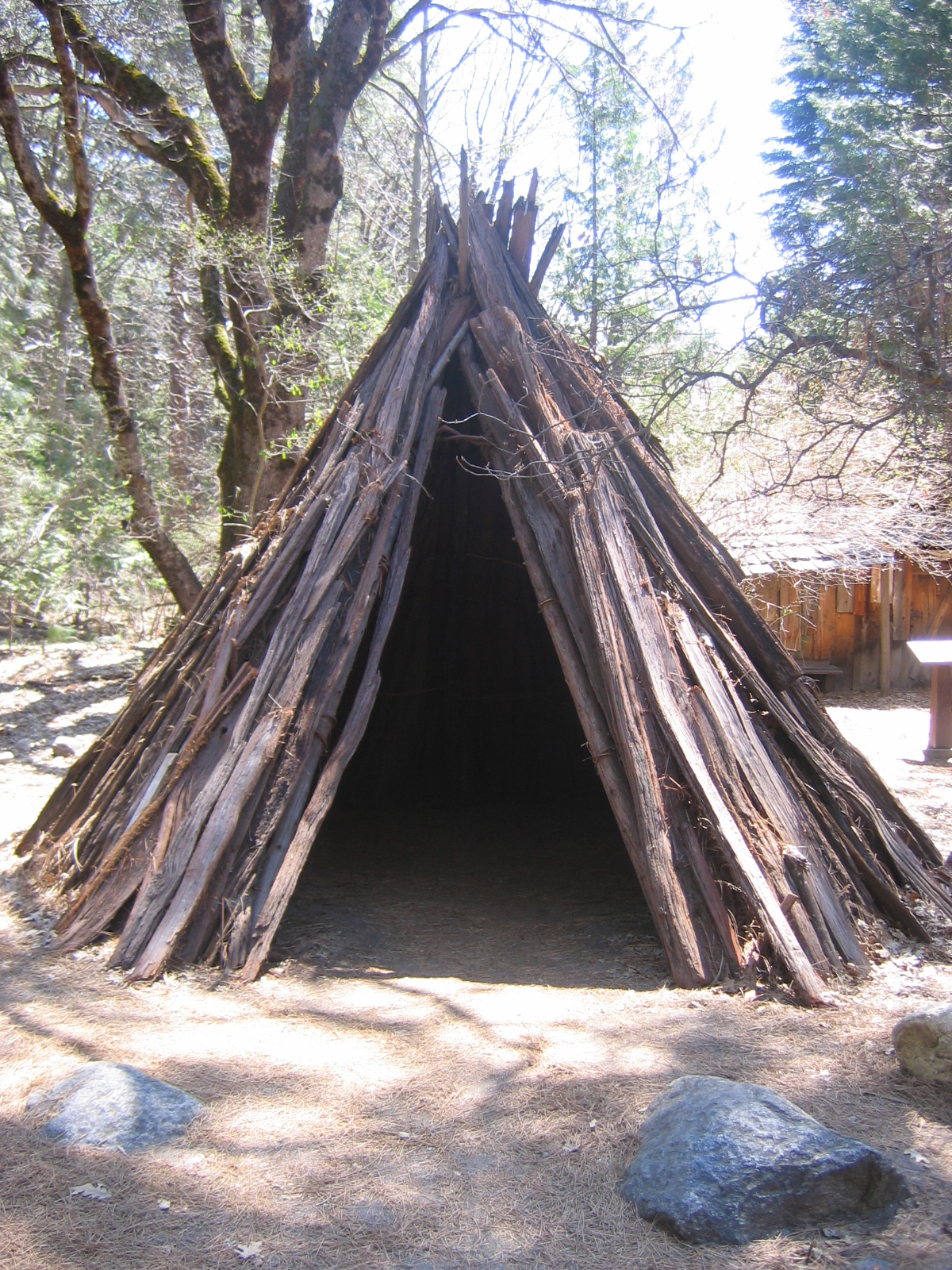
Реконструкція житла індіанців Мівок

Сьєрра-Мівок або Мівок гір та долин (англ. Valley and Sierra Miwok або Plains and Sierra Miwok) — найбільша група індіанського народу Мівок. Вони жили в Північній Каліфорнії на західному схилі гірського ланцюга Сьєрра-Невада між Фресно і річкою Косьюміс, а також в Центральній долині в рійоні дальти річок Сакраменто і Сан-Хоакін.